# Darboeka
Een darboeka (Arabisch: دربكة; ook wel daraboeka, derboeka of taramboeka genoemd) is een vaastrommel die gespeeld wordt in Noord-Afrika, het Midden-Oosten, op de Balkan en in Oost-Europa. Darboekaspelers worden drabki genoemd.
De darboeka is van Noord-Afrikaanse oorsprong en dateert uit ongeveer 1100 v.Chr. Hij is niet gerelateerd aan de djembe. 
De rechterhand slaat (meer naar het midden) de zware tel, 'doem' genaamd en de zogenaamde 'tak' op de rand van het vel. De linkerhand vult het ritme op (meestal met aanvullende 'taks'). 
Het is een van de meest gebruikte slaginstrumenten van de Arabisch-islamitische wereld. De darboeka wordt in Marokko vooral gebruikt voor Dakka Marrakchia of voor chaabi-muziek. In Egypte wordt dit instrument vooral gebruikt voor charki-muziek.

## Ritmes
| Naam               | Ritme |
| ------------------ | ----- |
| Alaoui (Allâwî)    | 2/4   |
| Ayoub              | 4/4   |
| Barouel ou Malfouf | 2/4   |
| Maksoume           | 4/4   |
| Masmoudi saghir    | 4/4   |
| Wahda kabira       | 4/4   |

## Toemberleki
De darboeka wordt in Griekenland ook wel toemberleki genoemd en wordt vaak gebruikt in combinatie met een lira (kementsje). Op het Grieks/Turkse model wordt vaak met de linkerhand gespeeld door met de vingers te knippen op de rand van het vel ('tak'). Op de darboeka is die techniek zelden van toepassing (of onmogelijk vanwege de ander bouw) en wordt een andere techniek gebruikt. 